# Phellodon putidus
Phellodon putidus är en svampart som först beskrevs av George Francis Atkinson, och fick sitt nu gällande namn av Banker 1906. Phellodon putidus ingår i släktet lädertaggsvampar och familjen Bankeraceae.   Inga underarter finns listade i Catalogue of Life.